# Epoetyna alfa
Epoetyna alfa (łac. epoetinum alfa) – hormon peptydowy, rekombinowany analog ludzkiej erytropoetyny, wytwarzany metodą inżynierii genetycznej w komórkach jajnika chomika chińskiego; lek stymulujący różne etapy erytropoezy.

## Mechanizm działania biologicznego
Epoetyna alfa jest rekombinowanym analogiem ludzkiej erytropoetyny, wytwarzanym metodami inżynierii genetycznej w komórkach jajnika chomika chińskiego. Zbudowana jest z 165 aminokwasów, których sekwencją nie różni się od naturalnej erytropoetyny. Niewielkie różnice farmakologiczne pomiędzy epoetyną alfa a naturalną erytropoetyną wynikają z różnic w glikozylacji. Mechanizm działania epoetyny alfa jest identyczny jak erytropoetyny, ponieważ wiąże się z tym samym receptorem. U pacjentów z niewydolnością nerek jej pozytywny wpływ biologiczny jest związany z niedoborem erytropoetyny. Natomiast u pacjentów z chorobą nowotworową problem polega zarówno na niedoborze erytropoetyny, jak i zmniejszonej wrażliwości na endogenną erytropoetynę.

## Zastosowanie medyczne
Epoetyna alfa znajduje się na wzorcowej liście podstawowych leków Światowej Organizacji Zdrowia (WHO Model Lists of Essential Medicines) (2019).

### Unia Europejska
Wskazania do zastosowania:
- niedokrwistość objawowa związana z przewlekłą niewydolnością nerek[2]
- dorośli otrzymujący chemioterapię z powodu guzów litych, chłoniaka złośliwego lub szpiczaka mnogiego oraz pacjenci, u których transfuzja krwi może być konieczna ze względu na stan ogólny (np. stan układu krążenia, niedokrwistość na początku chemioterapii), w leczeniu niedokrwistości i w celu zmniejszenia ilości przetoczeń krwi[2]
- uzyskanie większej ilości krwi autologicznej u dorosłych zakwalifikowanych do programu przetoczeń (jedynie u pacjentów z umiarkowaną niedokrwistością (zakres stężenia hemoglobiny 100–130 g/l, bez niedoboru żelaza), kiedy procedury oszczędzające krew są niedostępne lub niewystarczające i kiedy planowy duży zabieg chirurgiczny wymaga znacznej objętości krwi (nie mniej niż 4 jednostki krwi dla kobiet i nie mniej niż 5 jednostek dla mężczyzn))[2]
- zmniejszenia narażenia na przetoczenia krwi allogenicznej u dorosłych bez niedoboru żelaza przed dużymi operacjami ortopedycznymi w trybie planowym, z dużym ryzykiem powikłań po przetoczeniu krwi (jedynie u pacjentów z umiarkowaną niedokrwistością (zakres stężenia hemoglobiny 100–130 g/l), przy braku możliwości dokonania przetoczenia krwi autologicznej oraz przy przewidywanej umiarkowanej utracie krwi (od 900 do 1800 ml))[2].

Jest dopuszczona do obrotu w Polsce (2020).

### Stany Zjednoczone
Wskazania do zastosowania:
- niedokrwistość spowodowana przewlekłą chorobą nerek[7]
- niedokrwistość spowodowana leczeniem azydotymidyną u pacjentów z zakażeniem ludzkim wirusem niedoboru odporności (HIV)[7]
- niedokrwistość spowodowana mielosupresją po chemioterapii oraz niedokrwistość przed rozpoczęciem chemioterapii w przypadku kiedy planowane jest dalsze leczenie przez co najmniej dwa miesiące[7]
- zmniejszenia narażenia na przetoczenia krwi allogenicznej w pacjentów przed planowanymi operacjami (z wyjątkiem operacji kardiochirurgicznych oraz naczyniowych)[7].

## Działania niepożądane
Epoetyna alfa może powodować następujące działania niepożądane u ponad 10% pacjentów: biegunka, dreszcze, gorączka, nudności, wymioty, natomiast u ponad 1% leczonych: artralgia, ból głowy, bóle kończyn, ból kostny, kaszel, mialgia, nadciśnienie tętnicze, objawy grypopodobne, obrzęki obwodowe, wysypka, zakrzepy w żyłach i tętnicach oraz reakcja w miejscu wstrzyknięcia.